# Auguste Louis Édouard Bouillon
Pour les articles homonymes, voir Bouillon.
Auguste Louis Édouard Bouillon est architecte français né à Paris le 17 janvier 1805, et mort à Périgueux le 6 septembre 1863.

## Biographie
Auguste Bouillon est le fils de Pierre Bouillon et Marie Alexandrine Pauline Lamarche. Il est admis à l'école royale des Beaux-Arts le 13 mai 1823 où il a été élève d'Antoine Vaudoyer. Il est en 2e classe en 1824 et obtient 12 mentions et une médaille en construction métallique. Il est en 1re classe en 1828. Il est logiste au concours de Rome. Sa dernière mention date du 9 mai 1829.
Il a publié De la Construction des maisons d'école primaire, en 1834, qui a été considéré comme un guide sûr par le ministre de l'instruction publique. Il n'a cependant construit dans toute sa carrière que l'école primaire et une école supérieure annexe de Bourbon-Vendée, en 1836-1837.
Il a remplacé Louis Catoire comme architecte du département de la Dordogne et architecte diocésain pour la fin de la construction du grand séminaire de Périgueux, après 1848 jusqu'en 1855. Son travail est critiqué par Léonce Reynaud en 1853.
En 1859, il entreprend les plans et la construction de l'Hôtel de préfecture de la Dordogne.
Il construit en 1862 les nouvelles prisons, place Belleyme, avec une charpente métallique « à la manière Eiffel ». En 1863, il est remplacé comme architecte départemental de la Dordogne par l'architecte Auguste Dubet.

## Publications
- Auguste Bouillon, Projets pour maisons d'école primaire no 1. Petite commune, Louis Hachette, Paris, 1832
- Auguste Bouillon, De la Construction des maisons d'école primaire, 1834 (lire en ligne)
- Auguste Bouillon, Exercices de dessin linéaire présentant un choix très varié de modèles pratiques d'architecture, de charpente, de menuiserie, de serrurerie, de marbrerie, d'ameublement, Louis Hachette, Paris, 1837, réédition en 1847
- Auguste Bouillon, Principes de dessin linéaire, contenant les applications de la ligne droite et de ligne courbe au tracé des figures planes et à l'ornement, Louis Hachette, Paris, 1839
- Auguste Bouillon, Principes de perspective linéaire appliqués au tracé des figures, Louis Hachette, Paris, 1841, 2e édition en 1868, 3e édition en 1873, 4e édition en 1880
- Contributeur du livre de Louis Marie Normand, Paris moderne, ou Choix de maisons construites dans les nouveaux quartiers de la capitale et de ses environs, chez Bance fils et Carillian-Goeury, Paris, 1837 (lire en ligne)